# 矢野達也
矢野 達也（やの たつや、1988年7月21日）は、日本のソングライター、編曲家。東大寺学園中学校・高等学校、東京外国語大学卒。
LOVE ANNEX所属。以前はコーエーテクモゲームスに所属していた。

## 提供作品

### アーティスト
- Airots
  - ハートフル・ハーフタイム（共作曲） ※石倉誉之と共作曲 / PCゲーム『あいりすミスティリア!〜少女のつむぐ夢の秘跡〜』挿入歌
  - Mysteria Tale（共作曲・編曲） ※小高光太郎、藤井亮太と共作曲 / PCゲーム『あいりすミスティリア!〜少女のつむぐ夢の秘跡〜』挿入歌
  - ユーグ・ナ・ログ～世界樹のこだま～（作曲・編曲） / PCゲーム『あいりすミスティリア!〜少女のつむぐ夢の秘跡〜』イメージソング
  - FORWARD!（共作詞作曲・編曲） ※永原さくらと共作詞 / 小高光太郎、UiNAと共作曲 / PCゲーム『我が姫君に栄冠を』主題歌
  - はじまりの奏（共作編曲） ※小高光太郎と共作編曲 / PCゲーム『あいりすミスティリア!〜少女のつむぐ夢の秘跡〜』OP
  - Star of Truth（共作曲） ※山本慶太郎、小高光太郎と共作曲 / PCゲーム『あいりすミスティリア!〜少女のつむぐ夢の秘跡〜』イメージソング
  - erchiglhaad（作詞・作曲・編曲） / テレビアニメ『カードファイト!! ヴァンガード overDress』挿入歌
  - Vidhelvasti（作詞・作曲・編曲） / テレビアニメ『カードファイト!! ヴァンガード will+Dress』挿入歌
  - sreneugid（作詞・作曲・編曲） / テレビアニメ『カードファイト!! ヴァンガード Divinez』挿入歌
  - cevl（作詞・作曲・編曲） / テレビアニメ『カードファイト!! ヴァンガード Divinez Season2』挿入歌
  - 愛の星（編曲/カバー）
  - うちで踊ろう（編曲/カバー）
  - 紅蓮華（編曲/カバー）
  - Pretender（編曲/カバー）
  - 夢想歌（編曲/カバー）
  - キミガタメ（編曲/カバー）
  - レイル・ロマネスク（コーラスアレンジ/カバー）
  - ロオド・ラスト（コーラスアレンジ/カバー）
  - Silly-Go-Round（共編曲/カバー） ※小高光太郎と共編曲
  - あんなに一緒だったのに（共編曲/カバー） ※小高光太郎と共編曲
  - 花の唄（共編曲/カバー） ※小高光太郎と共編曲
  - Oblivious（共編曲/カバー） ※小高光太郎と共編曲
  - LapisLazuli（コーラスアレンジ/カバー）
  - Eternal Destiny（コーラスアレンジ/カバー）
  - 炎（コーラスアレンジ/カバー）
- 暁月凛
  - oblivious（編曲/カバー）
  - まどろみの輪廻（編曲/カバー）
  - いつか溶ける涙（編曲/カバー）
  - Shangri-La（編曲/カバー）
- 朝ノ瑠璃
  - Kacho Fugetsu（共作詞） ※yuikoと共作詞
- AZKi
  - 運命の在処（共編曲） ※小高光太郎と共編曲
- 雨宮天
  - チョ・イ・ス（作曲・編曲）
- ういにゃす
  - サンクチュアリアワー（共作曲） ※藤井亮太と共作曲 / PCゲーム『あいりすミスティリア!〜少女のつむぐ夢の秘跡〜』挿入歌
- Ouro Kronii
  - Daydream（作曲・編曲）
- 丘咲アンナ
  - いつか、どこかで。（作詞・作曲・編曲） / PS3・PS4・PS Vitaゲーム『ソフィーのアトリエ 〜不思議な本の錬金術士〜』挿入歌
  - Filling the shade（作詞・作曲・編曲） / PS4・PS Vita・Nintendo Switchゲーム『リディー&スールのアトリエ 〜不思議な絵画の錬金術士〜』挿入歌
- OKASHIMO
  - くるあい♡ロマンチシズム（作曲・編曲） / YouTubeアニメ『七瀬さんの恋が異常』主題歌
- KitKit Lu
  - 月影の微睡（作詞・作曲・編曲） / PS4・PS Vita・Nintendo Switchゲーム『よるのないくに2 〜新月の花嫁〜』ED
  - みどりのこだま（共作編曲） ※小高光太郎と共作編曲 / PCゲーム『あいりすミスティリア!〜少女のつむぐ夢の秘跡〜』テーマソング
- 木須実怜花
  - SPARKLE JOURNEY（共作編曲） ※小高光太郎と共作編曲 / PCゲーム『ハッピーライヴ ショウアップ！』OP
- Quev*
  - 始まりと終わりに奏でる夢（作詞・作曲・編曲） / PCゲーム『偽骸のアルルーナ』ED
- 熊木杏里
  - 絵筆と希望の唄（作詞・作曲・編曲） / PS4・PS Vita・Nintendo Switchゲーム『リディー&スールのアトリエ 〜不思議な絵画の錬金術士〜』ED
- KOTOKO
  - ゆらふわ Sunny day（共作編曲） ※仁堂敦と共作編曲 / PCゲーム『恋愛はーれむ 〜大好きって言わせて〜』OP
- konoco
  - 猫（編曲/カバー）
- 駒形友梨
  - トマレのススメ（作曲・編曲） / テレビアニメ『踏切時間』OP
  - starting in the haze（作詞・作曲・共編曲） ※高橋諒と共編曲
  - メイズ（作詞・作曲・共編曲） ※高橋諒と共編曲
  - アクアリウム（作曲・編曲）
  - invincible self（作曲・編曲）
  - a Day～and the light comes～（作曲・編曲）
  - 今日は（共作編曲） ※HaToと共作編曲
  - empty（作曲・共編曲） ※原知也と共編曲
  - オービタル（作詞・作曲・編曲）
  - 孤悲（作詞・作曲・編曲）
  - I wish（共作曲・編曲） ※小高光太郎、UiNAと共作曲
- 榊原ゆい
  - Promising Observation（作曲・共編曲） ※仁堂敦と共編曲 / PCゲーム『プリズム・プリンセス〜ふたりの姫騎士と股間の紋章〜』OP
- さっきの女の子、
  - と常識人のお葬式（共作詞・作曲・編曲） ※スティーブ・パンダと共作詞
  - と連帯責任その予感（作曲・編曲）
- THE BINARY
  - blue farewell（編曲） / PC・iOS・Androidゲーム『AFK：ジャーニー』「冬夜の残響」イメージソング
- C2機関“1MYB”
  - シズメシズメ（編曲）
  - 艦隊、ソロモン海へ!（編曲）
  - 未来（いま）（共編曲） ※小高光太郎と共編曲 / テレビアニメ『「艦これ」いつかあの海で』ED
- Sizuk
  - Remember（編曲） / テレビアニメ『結婚指輪物語』イメージソング
- 白雪巴
  - Can You Keep A Secret?（編曲/カバー）
- 心世紀
  - フェイクナイト・シンデレラ（作詞・作曲・編曲）
  - ミリオン・コンプレクシティ（作詞・作曲・編曲）
- Shuta Sueyoshi
  - 夢（共作編曲） ※早川博隆と共作編曲
- 鈴湯
  - TOLOGY（共作曲・編曲） ※小高光太郎と共作曲 / PCゲーム『あいりすミスティリア!〜少女のつむぐ夢の秘跡〜』挿入歌
  - きみとセピア（共作曲） ※石倉誉之と共作曲 / PCゲーム『あいりすミスティリア!〜少女のつむぐ夢の秘跡〜』挿入歌
  - Syndetos（作詞・作曲・編曲） / PS4・Nintendo Switch・PCゲーム『ソフィーのアトリエ2 〜不思議な夢の錬金術士〜』OP
- ずっと真夜中でいいのに。
  - お勉強しといてよ（共編曲） ※100回嘔吐、ZTMYと共編曲
  - ばかじゃないのに（共編曲） ※ZTMY、100回嘔吐、新田目駿と共編曲
- SLOTH
  - ズルイ女（作曲）
  - すれちがい（共作曲・編曲）※SLOTHと共作曲
  - なんにもない（共作曲・編曲）※SLOTHと共作曲
  - もしも（共作曲）※SLOTHと共作曲
- Ceui
  - Asphodelus 2016（編曲） / PCゲーム『穢翼のユースティア』
  - Into the Journey（作詞・作曲・編曲） / PS4・PS Vitaゲーム『フィリスのアトリエ 〜不思議な旅の錬金術士〜』ED
  - Last Healing（共作編曲） ※小高光太郎と共作編曲 / PCゲーム『あいりすミスティリア!〜少女のつむぐ夢の秘跡〜』イメージソング
  - ペインティング（作詞・作曲・編曲） / PS4・PS Vita・Nintendo Switchゲーム『リディー&スールのアトリエ 〜不思議な絵画の錬金術士〜』
- Tacitly
  - 残酷な天使のテーゼ（編曲/カバー）
- 多田葵
  - やがて生まれ来るあなたに（作詞・作曲・編曲） / PS4・PS Vita・Nintendo Switchゲーム『リディー&スールのアトリエ 〜不思議な絵画の錬金術士〜』挿入歌
- 超学生
  - 賭博（作曲・編曲）
- 罪十罰
  - SURVIVAL（作詞・作曲・編曲）
- 土岐隼一
  - ENVY（作曲・編曲）
- DREAM MAKER
  - LOVE 4 REAL（共編曲） ※MASTERWORKSと共編曲
  - LOVE 4 REAL - album ver -（編曲）
- 中恵光城
  - 宵待ちランタン（共作編曲） ※小高光太郎と共作編曲 / PCゲーム『あいりすミスティリア!〜少女のつむぐ夢の秘跡〜』イメージソング
  - SELENiTE（作曲・編曲）
- 七瀬ゆか
  - 君だよ（共作詞・作曲・編曲） ※仁堂敦と共作詞 / PCゲーム『恋×恋＝∞ ～恋する乙女にできること～』OP
- ニュイ・ソシエール
  - 何度でも（編曲/カバー）
- 橋本みゆき
  - さくらシンクロニシティ（作曲・編曲） / PCゲーム『さくらシンクロニシティ』OP
- #ハッシュタグ
  - Shiny Sugar Sweets（作曲・共編曲） ※Takashi Yamadaと共編曲
- 早瀬走
  - 残酷な天使のテーゼ（編曲/カバー）
- ハルニシオン
  - 夜明けを合図にして（作曲・編曲）
  - 仮初花火（作詞・作曲・編曲）
- 平井光司
  - クレイヴ・サーガ（作詞・作曲・編曲） / PCゲーム『クレイヴ・サーガ 神絆の導師』主題歌
- FRAM
  - a flavor of the moment（共作詞・作曲） ※モリタコータと共作詞 / Nintendo Switchゲーム『ミストニアの翅望 -The Lost Delight-』主題歌
- 牧島輝
  - Only one more rendezvous（作曲・編曲）
- 未完成ブレイブ
  - DOKU（編曲）
  - 心像（編曲）
  - 花と嘘（作曲・編曲）
- Motonori Kitai
  - Silent Bark（作詞） / テレビアニメ『カードファイト!! ヴァンガード overDress』挿入歌
- 山本美禰子
  - 君と歩けば（作詞・作曲・編曲） / PC・iOS・Androidゲーム『魂これ』OP
- yuiko
  - He said.（作詞） / テレビアニメ『カードファイト!! ヴァンガード overDress』挿入歌
- 結城アイラ
  - Blessing（共作編曲） ※結城アイラと共作編曲 / テレビアニメ『聖女の魔力は万能です』OP
  - Raining（編曲）
  - Semisweet Afternoon（編曲） / テレビアニメ『聖女の魔力は万能です Season2』OP
  - Paradeが生まれる（編曲/カバー）
- ユトレヒト
  - いちばんになれないわたしのうた（共作曲） ※Anonymity.と共作曲
- riya
  - キャンバス（作詞・作曲・編曲） / PS4・PS Vita・Nintendo Switchゲーム『リディー&スールのアトリエ 〜不思議な絵画の錬金術士〜』
  - ぼくとロゴス（作詞・作曲・編曲） / iOS・Androidゲーム『マナシスリフレイン』主題歌
- lily-an
  - 追憶のリフレイン（共作詞・作曲・編曲） ※仁堂敦と共作詞 / PCゲーム『恋×恋＝∞ ～恋する乙女にできること～』イメージソング
- 凛々咲
  - Unknown under the city（ピアノアレンジ）
- RuA
  - クリスマスソング（編曲/カバー）
- わーすた
  - NEW にゃーくにゃくにゃ水族館2（共作曲・編曲） ※鈴木まなかと共作曲
- 1 de mic
  - きらりんっ♪わんくるスター☆（作曲・編曲）
- その他
  - shizuku、美空なつひ
    - Orchestral Score（作曲・編曲） / PCゲーム『ギャングスタ・リパブリカ』ED

  - lily-an、七瀬ゆか
    - Hauling（共作詞・作曲・編曲） ※仁堂敦と共作詞 / PCゲーム『恋×恋＝∞ ～恋する乙女にできること～』イメージソング

  - riya、Ceui
    - クローマ（作詞・作曲・編曲） / PS4・PS Vita・Nintendo Switchゲーム『リディー&スールのアトリエ 〜不思議な絵画の錬金術士〜』OP

  - 霜月はるか、山本美禰子
    - マスターピース!（作詞・作曲・編曲） / PS4・PS Vita・Nintendo Switchゲーム『リディー&スールのアトリエ 〜不思議な絵画の錬金術士〜』挿入歌

  - 鈴湯、中恵光城
    - 白銀オフトレイル（共作曲） ※小高光太郎、片山将太と共作曲 / PCゲーム『あいりすミスティリア!〜少女のつむぐ夢の秘跡〜』挿入歌

  - ういにゃす、中恵光城
    - ウィルクリア（共作曲） ※小高光太郎、石倉誉之と共作曲 / PCゲーム『あいりすミスティリア!〜少女のつむぐ夢の秘跡〜』挿入歌
    - 大吉召喚〜Super duper good luck!〜（共作曲） ※小高光太郎、加藤冴人と共作曲 / PCゲーム『あいりすミスティリア!〜少女のつむぐ夢の秘跡〜』挿入歌

  - 戌亥とこ、町田ちま、メリッサ・キンレンカ
    - oblivious（編曲/カバー）

  - アンジュ・カトリーナ、ドーラ、早瀬走、レヴィ・エリファ
    - 檄!帝国華撃団（編曲/カバー）

  - 鈴湯∞山本美禰子
    - MAGICAL∞SHOWTIME!!（作曲・編曲） / PCゲーム『ハッピーライヴ ショウアップ！』OP
    - 無限大BRAND NEW SATRT!!（作曲・編曲） / PCゲーム『ハッピーライヴ ショウアップ アンコール！！』OP

  - 幸祜、御莉姫
    - 暴力的イグノランス（作詞・作曲・編曲）

### アニメ・ゲーム
- アイドルマスター SideM
  - mermaid felmata（共編曲） ※小高光太郎と共編曲
  - Infinite Octave!（共編曲） ※小高光太郎と共編曲
  - Sign of Hope（作曲・編曲）
  - ハイパービリーバー!!（作曲・編曲）
  - The Symphonic Daylight（共作編曲） ※小高光太郎、UiNAと共作編曲
  - Resonate Blessing（作曲・編曲）
  - 組曲 -to All Ages Concerto-（作曲・編曲）
- イケメンヴァンパイア◆偉人たちと恋の誘惑
  - Only one more rendezvous（作曲・編曲）
- オンゲキ
  - Transcend Lights（共編曲） ※小高光太郎と共編曲
- 拡張少女系トライナリー
  - Seeker（作曲・編曲）
- 響界メトロ
  - パラレルランデヴー（作曲・編曲）
  - 彷徨クロスオーバー（作詞・作曲・編曲）
- 少女☆歌劇 レヴュースタァライト
  - 信じる者に門は開かれる（共作編曲） ※小高光太郎と共作編曲
  - 罪がないのならばそれが罪だ（作曲・編曲）
  - ペン：力：刀（共編曲） ※小高光太郎と共編曲
- SHOW BY ROCK!!
  - ウソの笑顔（共作編曲） ※藤井亮太、岩元りほと共作曲 / 藤井亮太と共編曲
- 戦国 A LIVE
  - サウダージ（編曲/カバー）
  - MajiでKoiする5秒前（編曲/カバー）
- SSSS.DYNAZENON
  - 夢現.GREEN DAYS（作詞・作曲・編曲）
- Dragon's Bite 〜龍王ノ宴〜
  - Timeless Angel（共作編曲） ※小高光太郎、UiNAと共作曲 / 小高光太郎と共編曲
- VAZZROCK
  - ハニー・ムーンと痛み分け（作曲・編曲）
- ひみつのアイプリ
  - ヒカリノコトバ（作詞・作曲・編曲）
- プリンセスコネクト!Re:Dive
  - 今宵、ヤドリギの下で（作曲・編曲）
- ボーイフレンド（仮）
  - iiiiiLOVE YOU!!!!!（作曲・共編曲） ※早川博隆と共編曲
  - Twinkle Step（共作曲） ※SigNと共作曲
- ラピスリライツ
  - 紫紅月のメメントモリ（作詞・作曲・編曲）
- ワールドダイスター
  - New Nostalgic Friend（共作曲・編曲） ※叶人と共作曲

### その他
- おとらんど『音できいて たのしく学べる ドリル小学1年 こくご』
  - あいうえおの うた（作曲・編曲）
  - カタカナの うた（作曲・編曲）
- おとらんど『音できいて たのしく学べる ドリル小学1年 さんすう』
  - くり上がりの うた　くり下がりの うた（作曲・編曲）

## 音楽担当作品

### ゲーム
- プラネタリア（2010年） - 任天堂ゲームセミナー2010 生徒作品
- 恋×恋＝∞ ～恋する乙女にできること～（2013年） - 仁堂敦と共作
- ソフィーのアトリエ 〜不思議な本の錬金術士〜（2015年） - 柳川和樹、浅野隼人、阿知波大輔、阿部隆大と共作
- シャリーのアトリエ Plus 〜黄昏の海の錬金術士〜（2016年） - 一部追加曲
- フィリスのアトリエ ～不思議な旅の錬金術士～（2016年） - 柳川和樹、阿知波大輔と共作
- よるのないくに2 〜新月の花嫁〜（2017年） - 複数の作曲家と共作[注 1]
- あいりすミスティリア!〜少女のつむぐ夢の秘跡〜（2017年） - 複数の作曲家と共作[注 2]
- リディー&スールのアトリエ 〜不思議な絵画の錬金術士〜（2017年） - 複数の作曲家と共作[注 3]
- Overdungeon（2018年）
- ネルケと伝説の錬金術士たち 〜新たな大地のアトリエ〜（2019年） - 柳川和樹、阿知波大輔、中河健と共作
- Craftopia（2020年）
- マナシスリフレイン（2021年） - 阿知波大輔、柳川和樹、中迫酒菜と共作
- AIアートインポスター（2022年）
- クレイヴ・サーガ 神絆の導師（2023年）
- Palworld（2024年）
- 少女☆歌劇 レヴュースタァライト 舞台奏像劇 遙かなるエルドラド（2024年） - 谷ナオキ、森田友梨と共作
- デモンズナイトフィーバー（2026年）

### アニメ
- 異世界はスマートフォンとともに。（2017年） - 加藤賢二、浅田靖、関根佑樹、富沢泰、柳川和樹、ラムシーニ、廣澤優也と共作
- 探偵はもう、死んでいる。（2021年） - ゆうゆ、谷ナオキと共作
- 宇崎ちゃんは遊びたい！ ω（2022年） - 五十嵐聡、森田友梨、谷ナオキと共作
- ワールドダイスター（2023年） - 高橋諒、黒田賢一と共作
- パーティーから追放されたその治癒師、実は最強につき（2024年） - 谷ナオキと共作[1]

#### 劇伴アシスタント
- キラッとプリ☆チャン（2018年） - Additional arrangement（音楽：加藤達也）
- 食戟のソーマ豪ノ皿（2020年） - Additional arrangement（音楽：加藤達也）
- アラド：逆転の輪（2020年） - Additional arrangement（音楽：伊藤賢治）
- 政宗くんのリベンジR（2023年） - Additional arrangement、Scoring（音楽：加藤達也）

### OVA
- なめこ家の一族（2013年）

### ドラマCD
- 月刊少女野崎くん ドラマCD（2013年） - 仁堂敦、Hiroki Sagawaと共作

### CD
- AUGUST LIVE! 2018 民族楽器アレンジ集 Shepherd's Tale（2018年） - 一部編曲

### その他
- おとらんど『音できいて たのしく学べる ドリル小学1年 こくご』（2019年）
- おとらんど『音できいて たのしく学べる ドリル小学1年 さんすう』（2019年）
- 未完成ブレイブ - DOKU（Teaser Movie）（2023年）
- 未完成ブレイブ - 心像（Teaser Movie）（2023年）

## 演奏参加作品

### アーティスト
- 月詠み
  - 逆転劇（ピアノ）
  - 花と散る（ピアノ）

### アニメ・ゲーム
- Duel Masters LOST 〜追憶の水晶〜
  - カンターレ（ピアノ）

## その他参加作品

### アーティスト
- 超学生『アイラブインターネット』（2025年） - サウンドディレクション

### ゲーム
- よるのないくに（2015年） - 一部効果音
- 真・三國無双8（2018年） - サウンドデザイン

### テレビ番組
- TBSテレビ「オトラクション」『ハラミちゃんからの挑戦状』アレンジクイズ（2021年8月3日・10日） - 音楽協力

### CD
- ドラマCD&シチュエーションCDシリーズ『Bremen』「a book」（2022年） - 楽曲プロデュース